# 都市型生活情報ラジオ 興味R
『都市型生活情報ラジオ 興味R』（としがたせいかつじょうほうラジオ きょうみアール）は、かつてTBSラジオで放送されていた生ワイド番組。
この番組では、「都市生活情報」と最近リリースされた洋楽（選曲監修担当：高橋芳朗）を送りながら、リスナーの「アーバンライフを潤す」生ワイド番組である。

## 放送時間
- 毎週月曜 18:00 - 19:30（2017年4月3日 - 9月25日）
- 毎週月曜 18:00 - 19:15（2017年10月2日 - 2018年3月26日）
  - 『花田優一 First Step』開始により15分短縮。

## 出演者

### パーソナリティ
- 熊崎風斗（TBSテレビアナウンサー）
- 週替わりアシスタント1名（都合により不在の場合あり）
  - 後に当番組終了後の2018年度から帯ワイド番組として放送される『アフター6ジャンクション』のパーソナリティ・宇多丸（RHYMESTER）と、熊崎以外でパートナーを務めるTBSテレビアナウンサー（宇垣美里・日比麻音子・宇内梨沙・山本匠晃）は、全員少なくとも1回は週替わりアシスタントを経験。

#### 代理パーソナリティ
- 高橋芳朗（音楽ジャーナリスト）

### 調査員
番組の構成作家らスタッフが「調査員」として出演しレポートする。
- 古川耕 [2]
- 市川真吾 [3]
- 新谷雄介[4]

## 企画

### 交通情報
18:20 - 警視庁交通管制センター・隣接県の（神奈川・埼玉・千葉の各県警）交通管制センターによる交通情報を提供している。
- TBSラジオの交通情報では、これまでも隣接県の交通管制センターの専属キャスターによる情報提供が行われていたが、帰省・Uターンラッシュの臨時の場合を含め、最終版は17時台（荒川強啓 デイ・キャッチ!の場合は17:25）であったが、この番組では、TBSラジオで初めて、18時台に隣接各県警から放送される交通情報が提供されている。　なお、この交通情報のみ、他番組とは異なり放送順が必ずしも警視庁→神奈川→埼玉→千葉の順ではなく、変則的な放送順となることもある。
- 交通情報の後、各都県警の交通管制センター（割り当ては持ちまわり）TBSスタジオの専属キャスターに繋いで、道路に関する豆知識やドライバーに知ってほしい情報をキャスターに伝えてもらうミニコーナーがある。番組開始当初は、一回につき2人に繋いでいたが、その後1人となった。
- TBSラジオの交通情報で通常使用しているジングルは使われず、18時台前半には番組のオリジナルのものが使われ、18時台後半と、かつての19時台[5]の交通情報のジングルはモノラル音源になっている。18時台後半とかつての19時台の放送は警視庁からのみ。

### フードマウンティング
「あるメニューの食材と違うメニューの食材を混ぜて食べたとき、果たして一体どちらの味が勝つのか? 人はいったいどちらの味と認識するのか? を検証する」企画で「料理の本質に迫る全く新しい知的フードエンターテイメント」である。企画・構成は古川耕
初回放送は2017年5月1日の「ラーメンVSうどん」（ラーメンの麺をうどんのつゆに入れたものを食べたら、それはラーメンと感じるのか?　うどんと感じるのか?)、である。
以後6月12日に「味噌汁VSラーメン」（味噌汁にラーメン麺を入れたら味噌ラーメンになるのか?）、「おにぎりVSお寿司」(お寿司の具材である刺身と寿司飯、そして海苔を使っておにぎりの形に握ったものを食べたら、果たしてそれはおにぎりと感じるのか？　それともお寿司と感じるのか？)が放送されている。

## ネット配信

### ラジオクラウド
大半の企画は、企画ごとに区切ってラジオクラウドで配信される。また都市型番組反省会と謳い、放送直後の反省会の様子を第三回より配信している。
市川真吾扮する市川混ぜ太郎がしゃもじでボールを叩き、日比麻音子が「La La Land」の替え歌「MA・ZE・LAND」を歌唱した9月18日の「何でもごはん混ぜ太郎」は著作権の関係で配信されていない。

### radiko.jp
ラジオクラウドでは配信されない部分も含めて全編、放送後1週間配信される。一都六県では無料、その他の日本国内ではradikoプレミアムに加入すれば聴取可能。